# Схокланд
Схо́кланд (нід. Schokland) — колись один із найбільш населених островів Зейдерзе, який слугував перевалочним пунктом голландських морехідних шляхів. Через свою невелику висоту над рівнем моря його постійно затоплювало, і врешті-решт, у 1859 році був покинутий жителями.

## Історія
Спочатку Схокланд був півостровом, але в XV ст. під час  припливу морські хвилі розмили вузький перешийок, що з'єднує основну територію з материком, і територія суші була повністю затоплена. Острів мав важливе стратегічне значення, але через низьку висоту над рівнем моря регулярно піддавався руйнівній стихії. У 1859 році через постійні повені було прийнято рішення про евакуацію всіх місцевих жителів в інші, більш безпечні райони країни. Після того як острів став безлюдним, на ньому залишився діючий маяк, і гавань, у якій працювало кілька десятків людей. Маяк на острові прослужив аж до середини XX ст., а потім його розібрали.
Після осушення затоки Зейдерзеє район Схокланд, починаючи з 1940-х років, став польдером. Гавань більше не функціонувала, маяк був розібраний. Оскільки виникла небезпека, що контури колишнього острова Схокланд зіллються з польдерами і будуть втрачені. У 1950 році по периметру острова висаджено листяні дерева.
У 1948 році в спеціально реконструйованій церкві був відкритий Музей Схокланду, у якому розташовується експозиція про історію місцевості. Мета організації Natuurlijk Schokland, що відкрила музей, — відновлення первісного ландшафту острова та розвиток туризму. Під час екскурсії демонструються колишня гавань із відновленим маяком і будинком доглядача маяка, розташована в північній частині острова, руїни церкви і останки маяка, що розташовані в південній частині, і, власне, музей. Культурна історія острова і його населення символізує запеклу боротьбу голландців із водною стихією.
У 1994 році Схокланд і його околиці були включені до списку Свтової спадщини ЮНЕСКО.

## Галерея

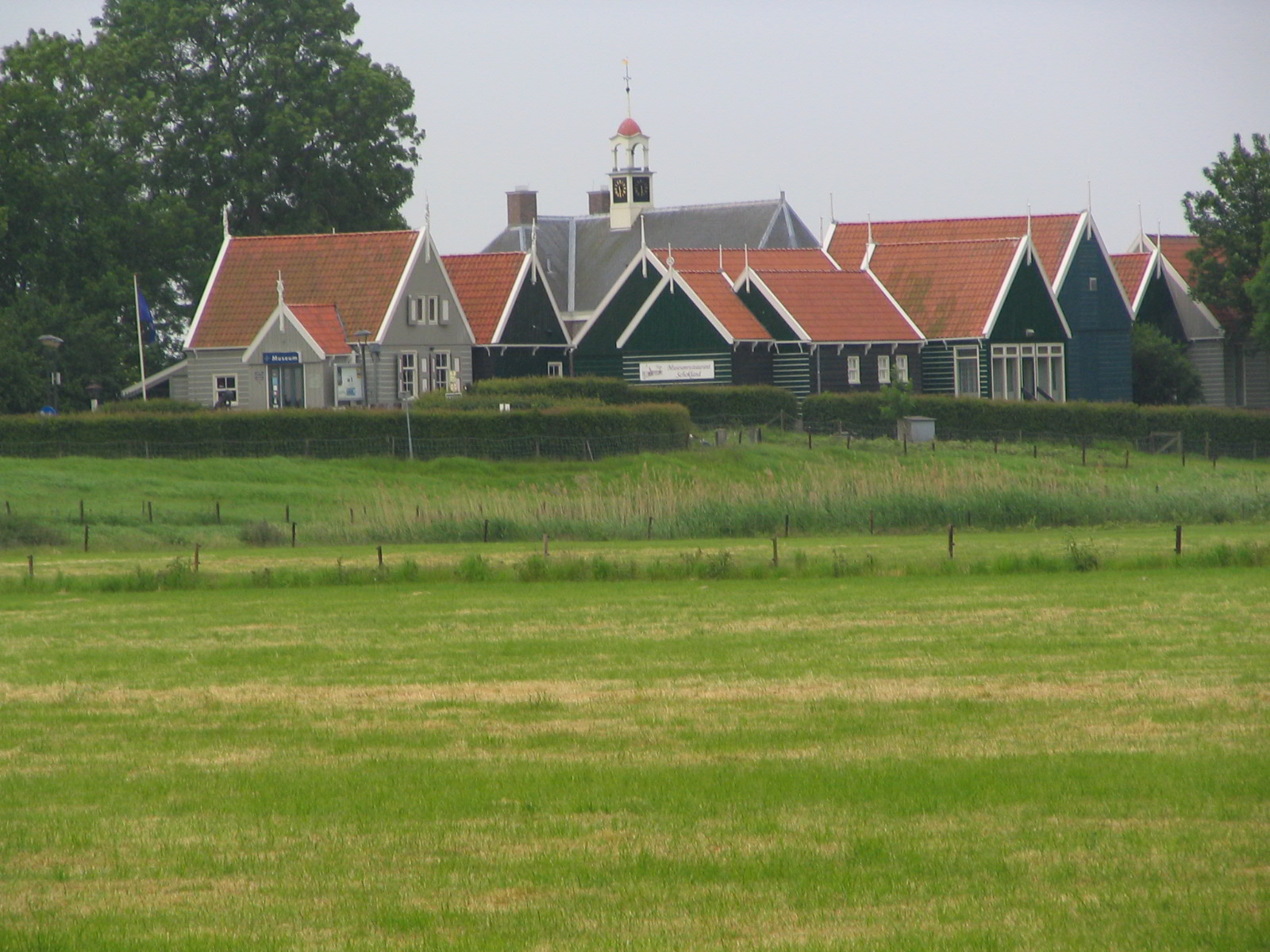
Музей Схокланду
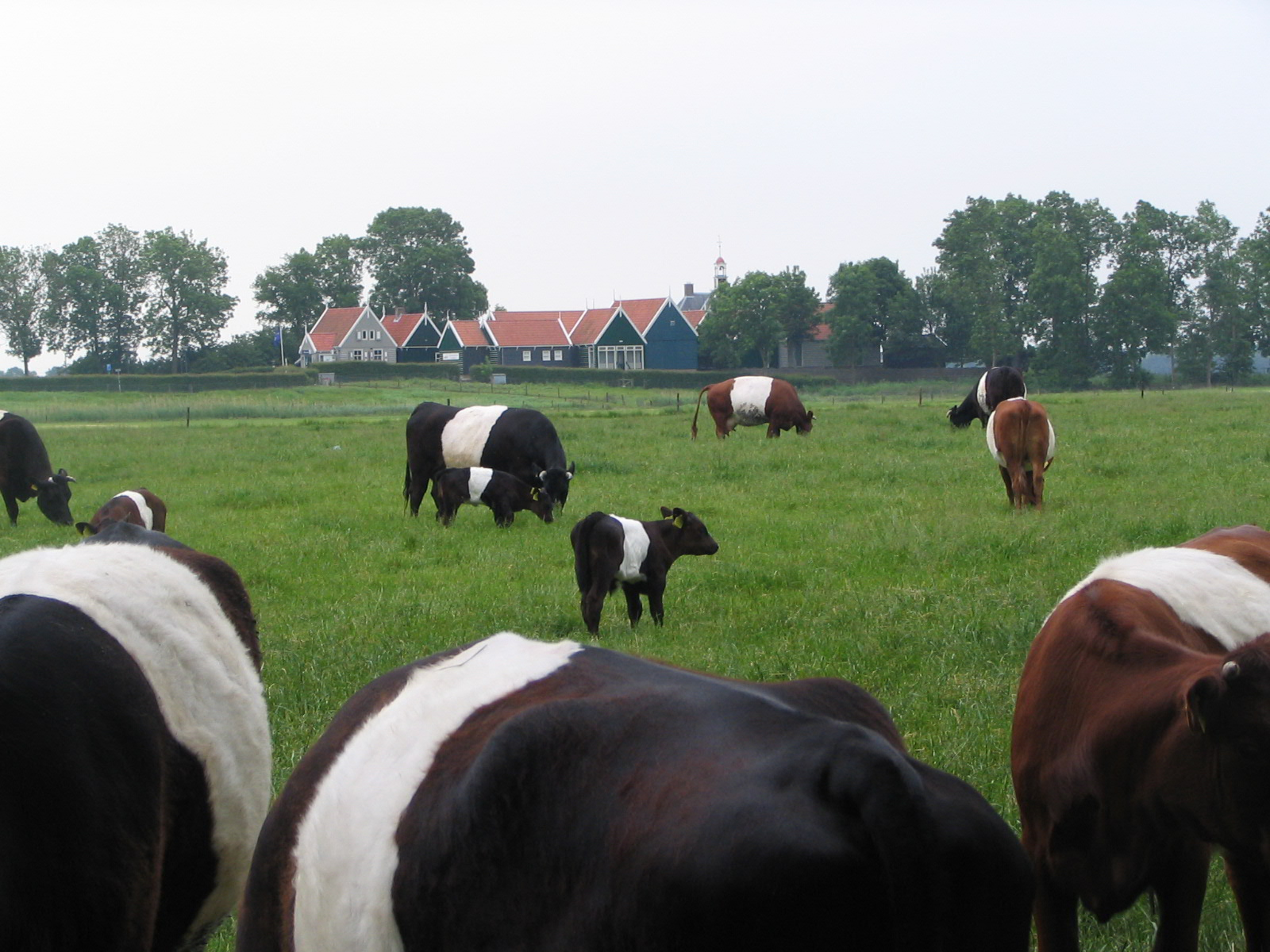
Корови на пасовиськах Схокланду
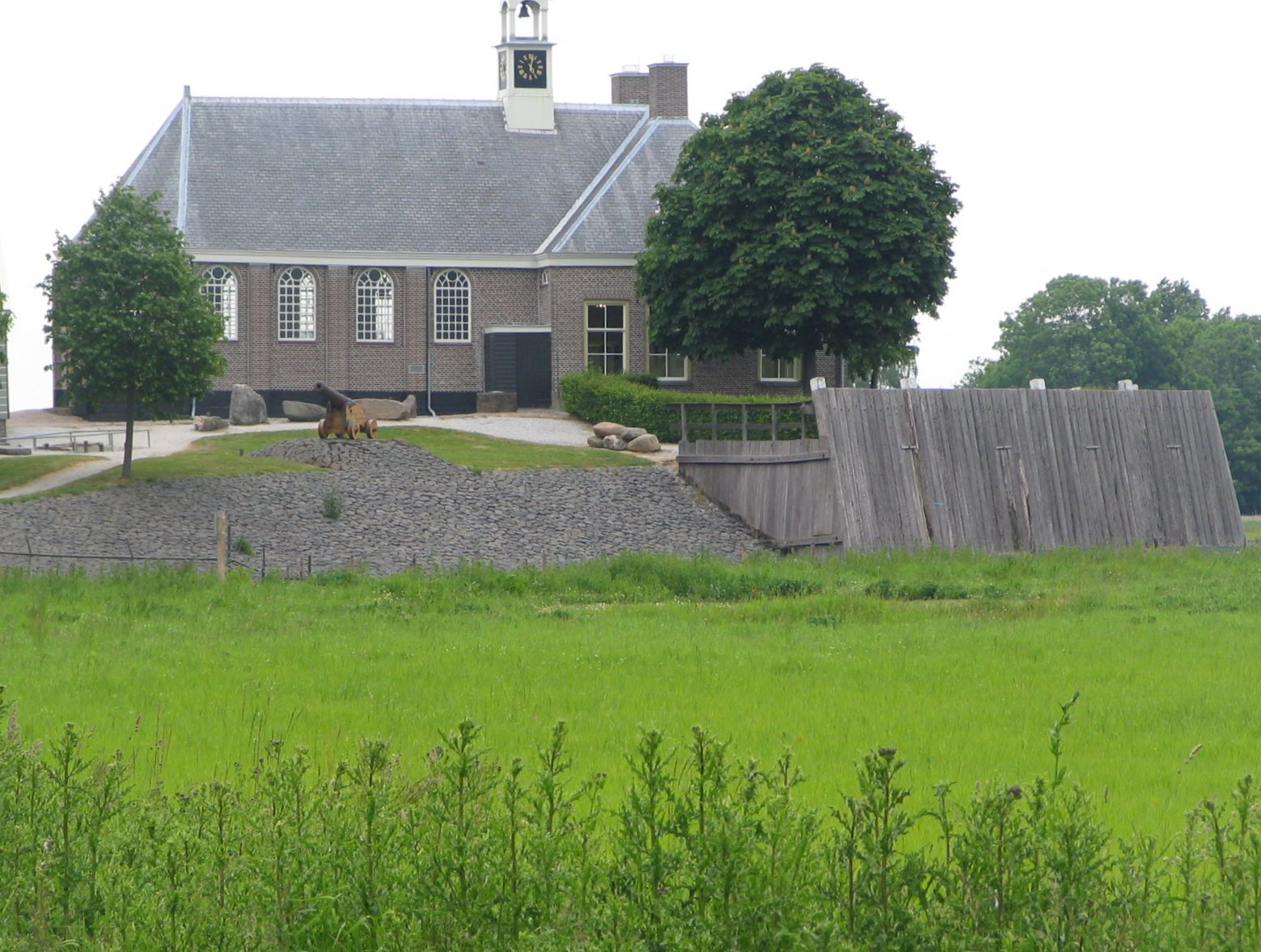
Церква. Паркан на фото — загорожа від хвиль
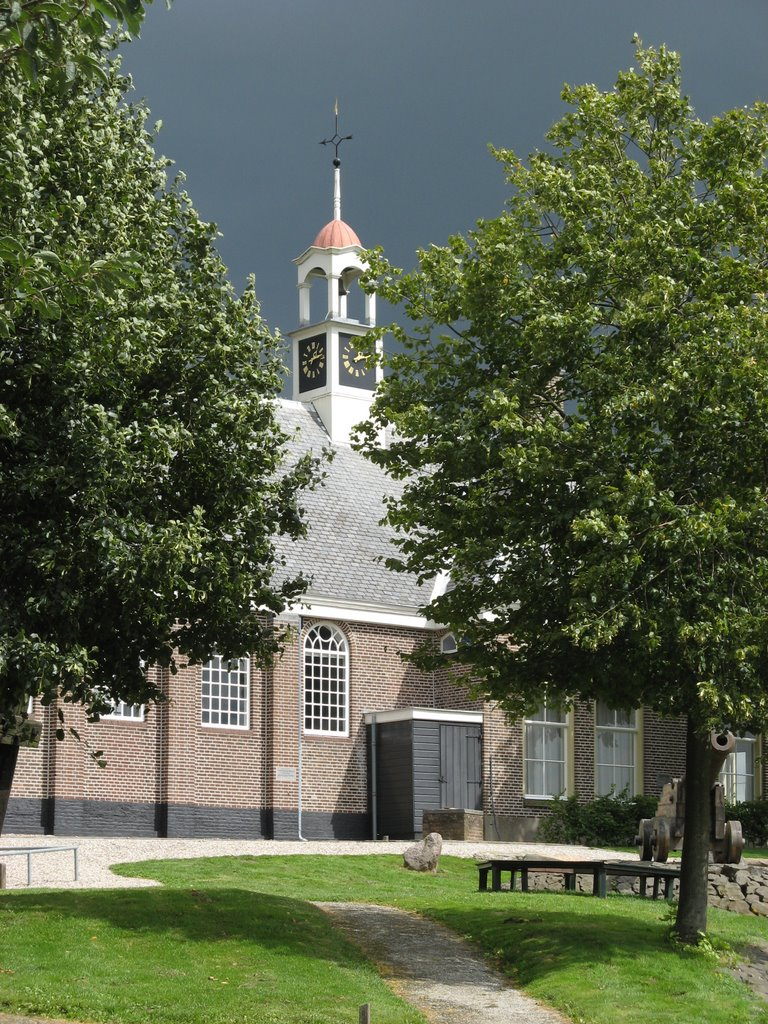
Церква